# Federação Universitária Baiana de Esportes
A Federação Universitária Baiana de Esportes (FUBE) é a entidade que promove e organiza o calendário de atividades e eventos esportivos, que tem como base os universitários do estado da Bahia, sendo filiada à Confederação Brasileira do Desporto Universitário (CBDU).